# 皮刺绿绒蒿
皮刺绿绒蒿（学名：Meconopsis aculeata）为罂粟科绿绒蒿属下的一个种，分佈於巴基斯坦和印度高地。因高藥用價值而受威脅。
种加词aculeata源于拉丁语阳性名词aculeus，意为具针刺的。因叶片两面被黄褐色的皮刺而得名。 